# Cornus
El género de plantas Cornus abarca a un grupo de entre 30 a 60 especies de  árboles o arbustos hojas caducas en la familia de las cornáceas, dividida en uno a nueve géneros o subgéneros (dependiendo de la interpretación botánica). En español, según el Diccionario de la Real Academia Española, el término preferido para designar estas plantas es cornejo, siendo sinónimos sanguiñuelo, cerezo silvestre, sanguino, cornizo o corno. Cuatro subgéneros se enumeran aquí.
Cuando los romanos declaraban la guerra, un sacerdote se dirigía a la frontera enemiga con una jabalina de cornejo de sangre en la mano, para dejar claras sus intenciones bélicas.

## Taxonomía
El género fue descrito por Carlos Linneo y publicado en Species Plantarum 1: 117. 1753. Sinónimos de Cornus L. son: Afrocrania (Harms) Hutch., Arctocrania Nakai, Benthamia Lindl. nom. illeg., Benthamidia Spach, Bothrocaryum (Koehne) Pojark., Chamaepericlymenum Hill, Chamaepericlimenum Hill orth. var., Cornella Rydb., Cynoxylon Raf., Dendrobenthamia Hutch., Discocrania (Harms) M.Král, Eukrania Raf., Macrocarpium Nakai, Ossea Lonitzer ex Nieuwl. & Lunell nom. superfl., Swida Opiz, Telukrama Raf., Thelycrania (Dumort.) Fourr., Yinquania Z.Y.Zhu.

## Especies
- Los racimos de flor semi llamativos, generalmente blancos o amarillos, en cimas sin las brácteas llamativas grandes, dan fruto rojo, azul o blanco:
  - Subgénero Cornus. Cornejos; cuatro especies de arbustos o de árboles pequeños; racimos de flor con un involucro de hojas caducas.
    - Cornus chinensis (cornejo de China). China.
    - Cornus mas (cornejo macho). Mediterráneo.
    - Cornus officinalis (cornejo de Japón). Japón.
    - Cornus sessilis (cornejo de fruto negro). California.

- - Subgénero Swida; cerca de 20 a 30 especies de arbustos; racimos de flor sin un involucro.
    - Cornus alba (Swida alba; cornejo siberiano). Siberia y norte de China.
    - Cornus alternifolia (Swida alternifolia; cornejo pagoda o cornejo de hojas alternas). Noreste de Estados Unidos al extremo sudeste de Canadá.
    - Cornus amomum (Swida amomum; cornejo sedoso). Este de EE. UU. por las grandes praderas, excepto por el profundo sur, y extremo sureste de Canadá.
    - Cornus asperifolia (Swida asperifolia; sanguiñuelo de las pagodas o sanguiñuelo asperifolio).
    - Cornus austrosinensis (Swida austrosinensis; cornejo del sur de China). Este de Asia.
    - Cornus bretschneideri (Swida bretschneideri; cornejo de Bretschneider). Norte de China.
    - Cornus controversa (Swida controversa; cornejo mesa). Este de Asia.
    - Cornus coreana (Swida coreana; cornejo de Corea). Noreste de Asia.
    - Cornus drummondii (Swida drummondii; cornejo de hojas arrugadas). EE. UU. entre el cinturón de los Apalaches y las grandes praderas, y el sur de Ontario.
    - Cornus glabrata (Swida glabrata; cornejo marrón o cornejo suave). Oeste de Norteamérica.
    - Cornus hemsleyi (Swida hemsleyi; cornejo de Hemsley). Sureste de China.
    - Cornus koehneana (Swida koehneana; cornejo de Koehne). Suroeste de China.
    - Cornus macrophylla (Swida macrophylla; cornejo de hojas grandes). Este de Asia.
    - Cornus obliqua (Swida obliqua; cornejo pálido). Este de Norteamérica.
    - Cornus paucinervis (Swida paucinervis). China.
    - Cornus peruviana (Swida peruviana). América central y los Andes.
    - Cornus racemosa (Swida racemosa; cornejo de los pantanos del norte o cornejo de Gray). Extremo sureste de Canadá y noreste de EE. UU.
    - Cornus rugosa (Swida rugosa; cornejo de hoja redondeada). Sureste de Canadá y extremo noreste de EE. UU.
    - Cornus sanguinea (Swida sanguinea; sanguino o cornejo común). Europa.
    - Cornus sericea (C. stolonifera; Swida stolonifera; cornejo de hojas rojas). Norte de Norteamérica.
    - Cornus stricta (Swida stricta; cornejo de los pantanos del sur). Sureste de EE. UU.
    - Cornus walteri (Swida walteri; cornejo de Walter. China Central.
    - Cornus wilsoniana (Swida wilsoniana; cornejo de Wilson). China Central.

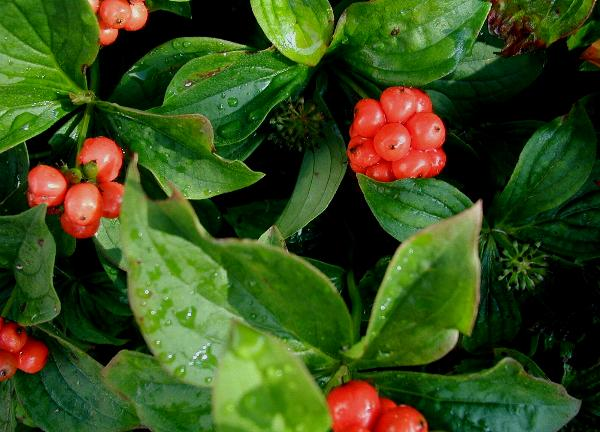
Cornus canadensis.

- Racimos de flor discretos, generalmente verdoso, rodeado por brácteas que parecen grandes y llamativos pétalos; fruta generalmente roja:
  - Subgénero Chamaepericlymenum. bunchberries o cornejos enanos; dos especies de subarbustos ratreros que crecen de estolones leñosos.
    - Cornus canadensis (Chamaepericlymenum canadense; cornejo enano canadiense  o bunchberry) Norte de Norteamérica.
    - Cornus suecica (Chamaepericlymenum suecicum; cornejo enano eurasiático o bunchberry). norte de Eurasia, localmente en el extremo noreste y noroeste de Norteamérica.
    - Cornus × unalaschkensis (híbrido C. canadensis × C. suecica). Islas Aleutianas, Groenlandia, Labrador.

- - Subgénero Benthamidia (sin. subgénero Dendrobenthamia, subgénero Cynoxylon). Cornejos floridos; cinco especies de árboles.
    - Cornus capitata (Benthamidia capitata; sanguiñuelo de hoja perenne, cornejo del Himalaya). Himalayas.
    - Cornus florida (Benthamidia florida; sanguiñuelo florido). este de los EE. UU. de las grandes praderas, del norte al sur de Ontario.
    - Cornus hongkongensis (Benthamidia hongkongensis; cornejo de Hong Kong). Sur de China, Laos, Vietnam.
    - Cornus kousa (Benthamidia kousa; cornejo de Kousa). Japón y (como subsp. chinensis) centro y norte de China.
    - Cornus nuttallii (Benthamidia nuttallii; sanguiñuelo del Pacífico). Oeste de Norteamérica desde la Columbia Británica hasta California.

## Descripción

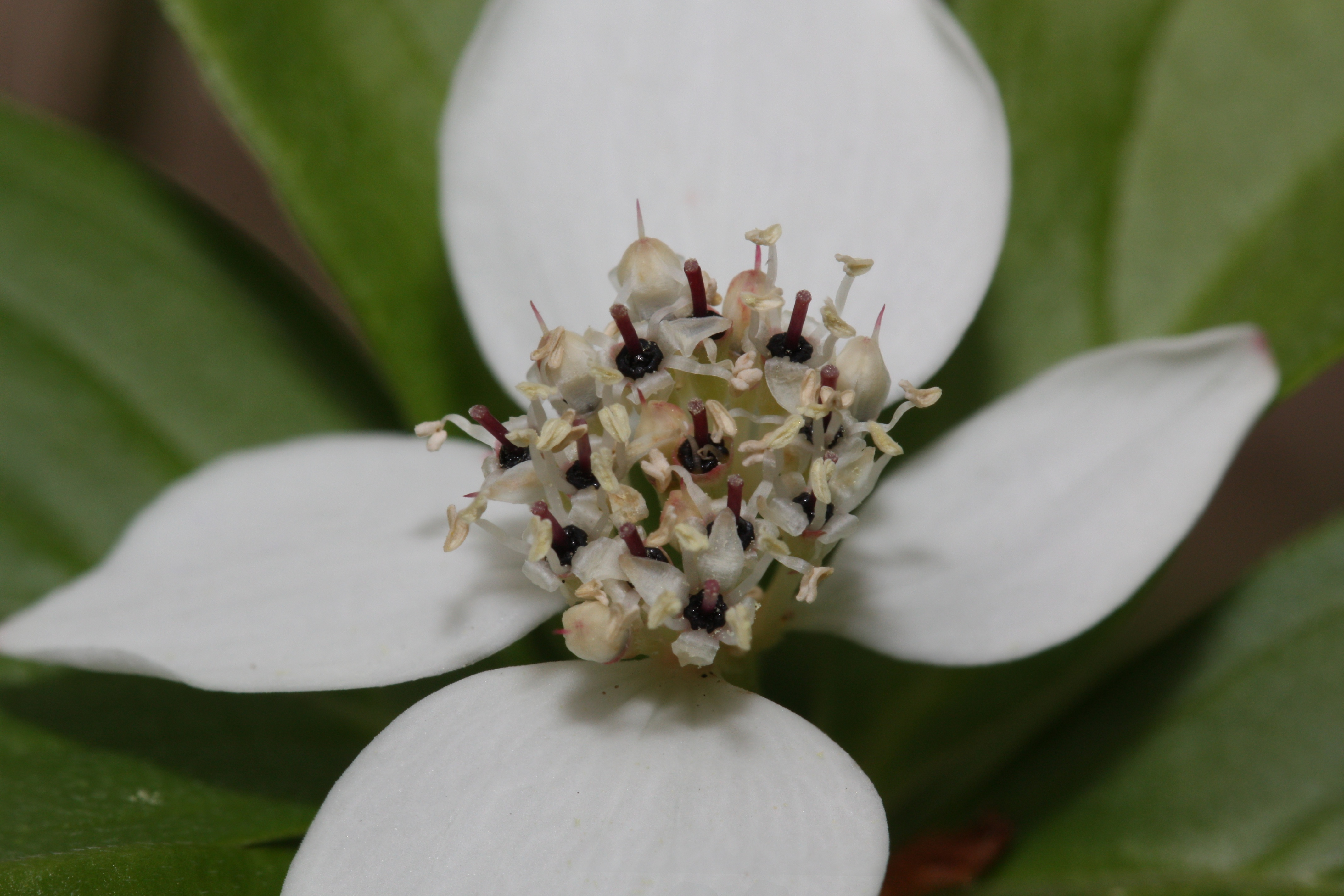
En especies como esta Cornus × unalaschkensis, las pequeñas flores de cuatro pétalos se encuentran en una cima apretada y aplanada en el centro de cuatro vistosas brácteas blancas en forma de pétalo.

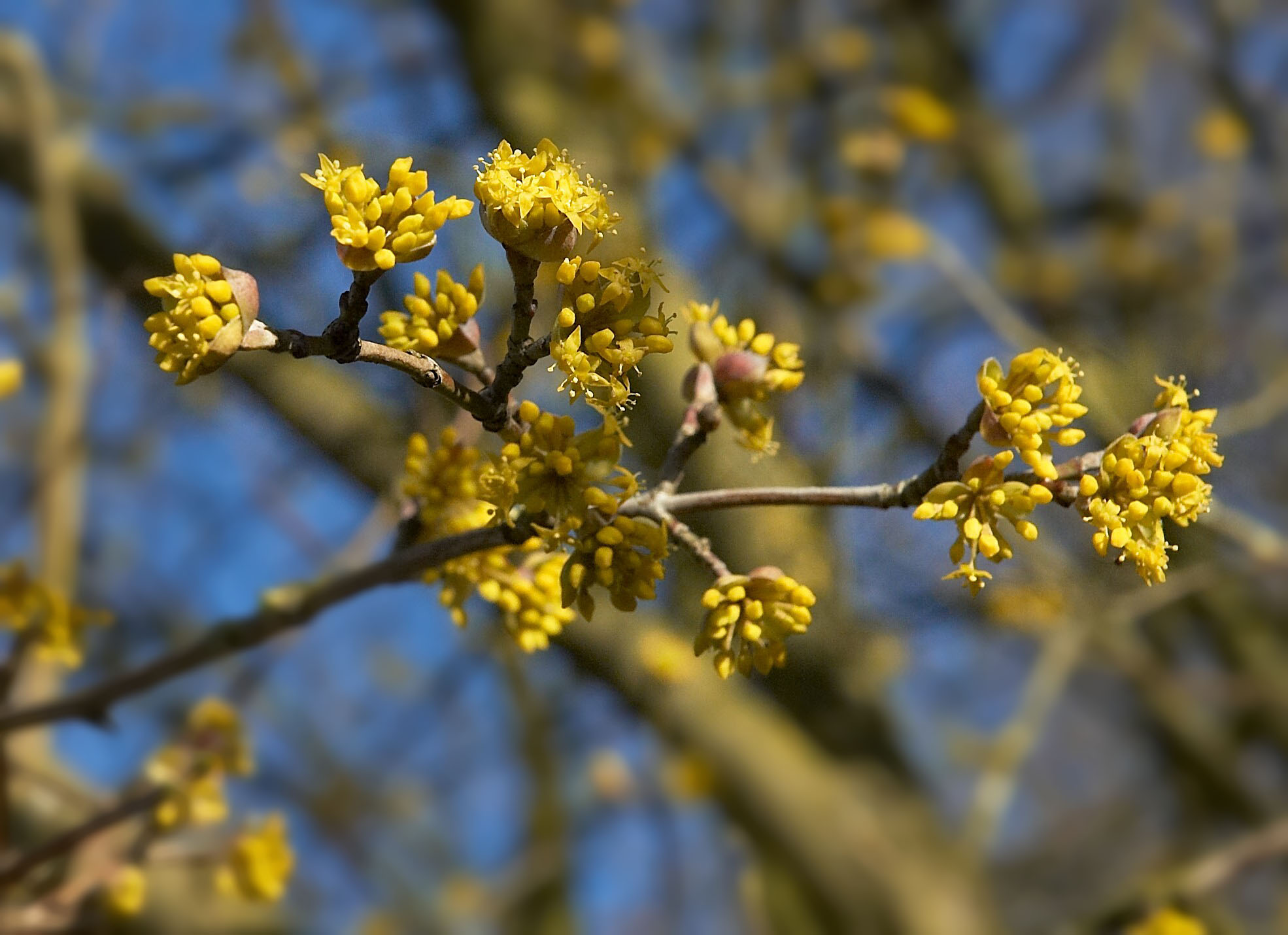
Cornus mas

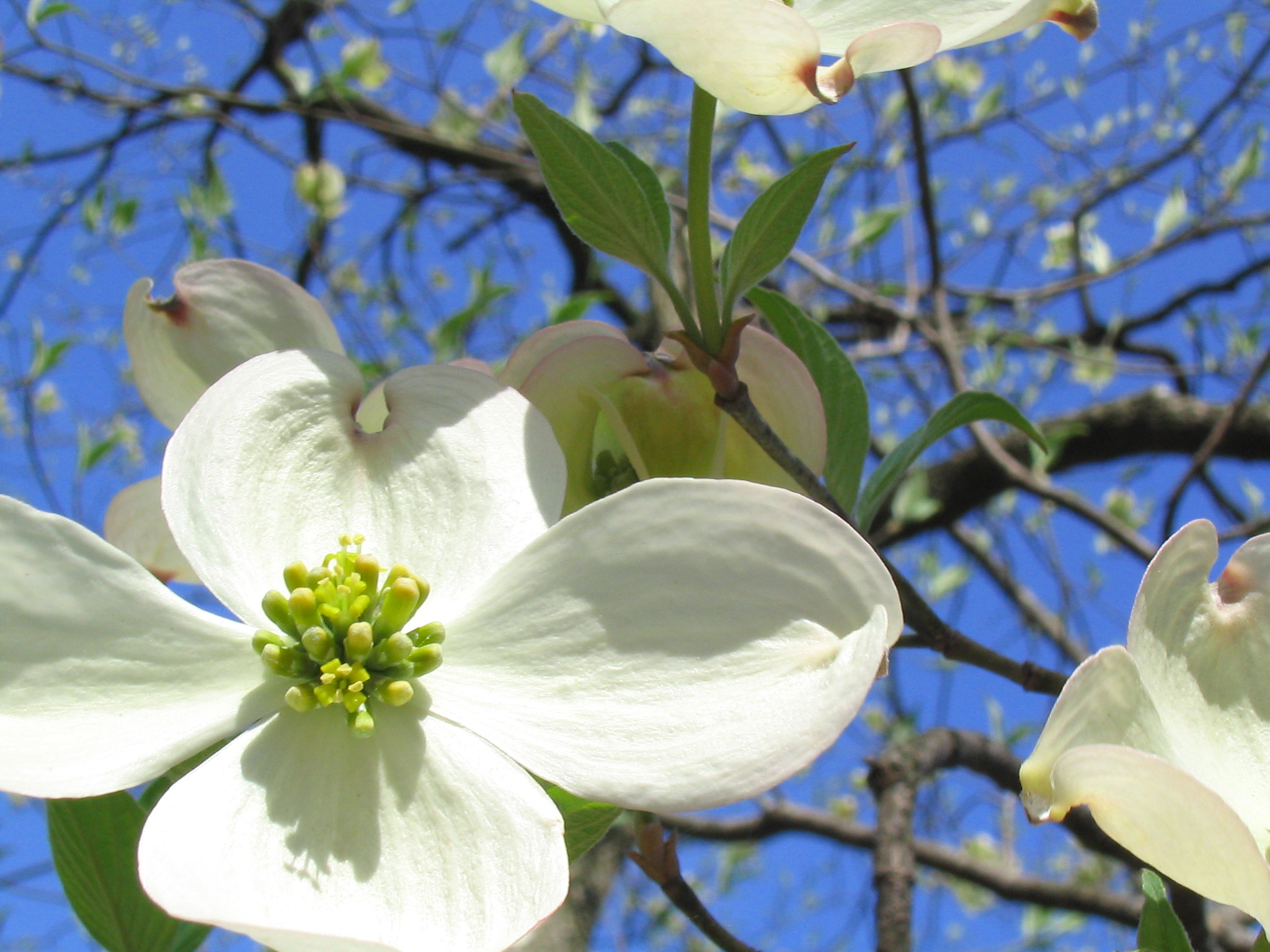
Cornus florida en primavera.

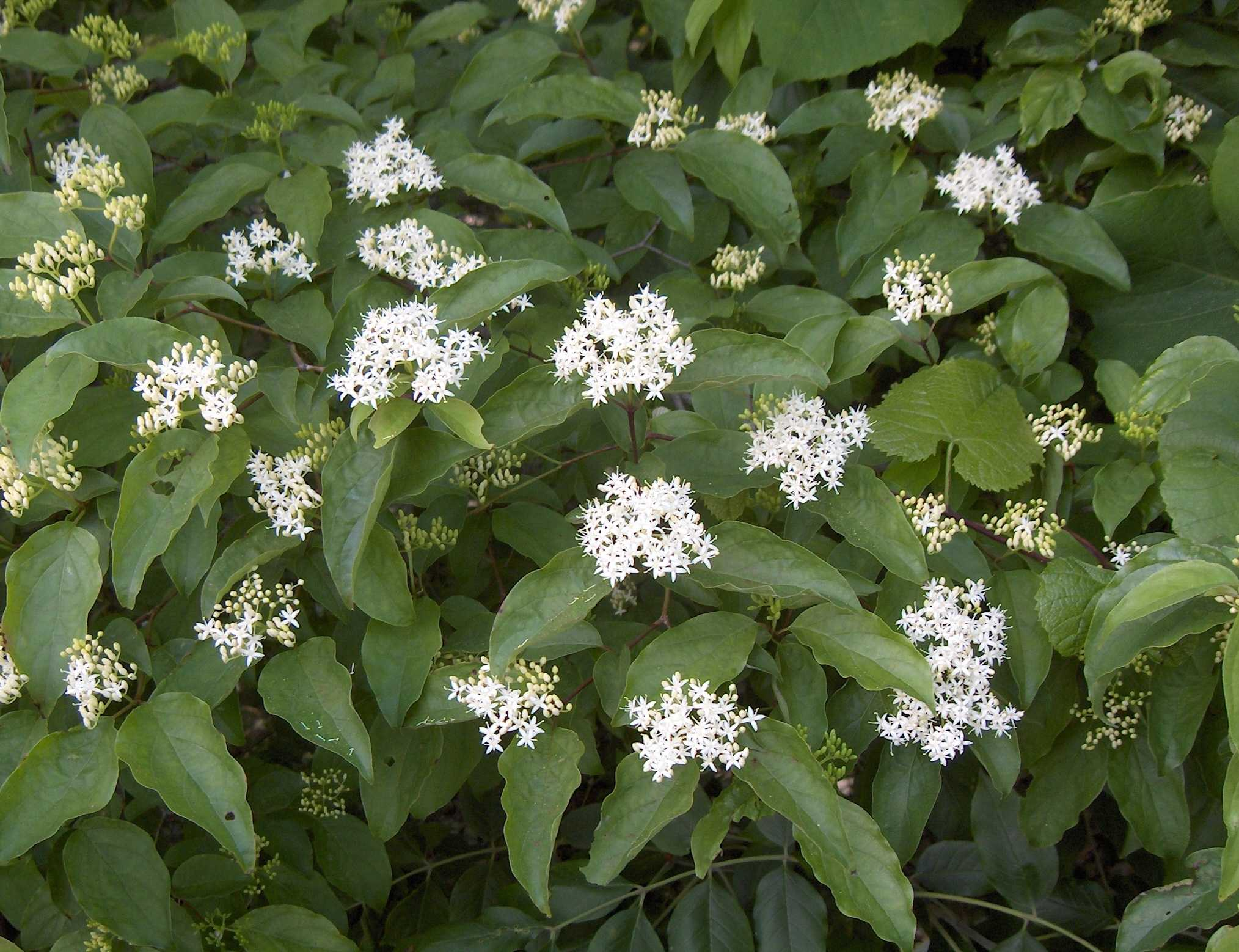
Cornus drummondii en floración.

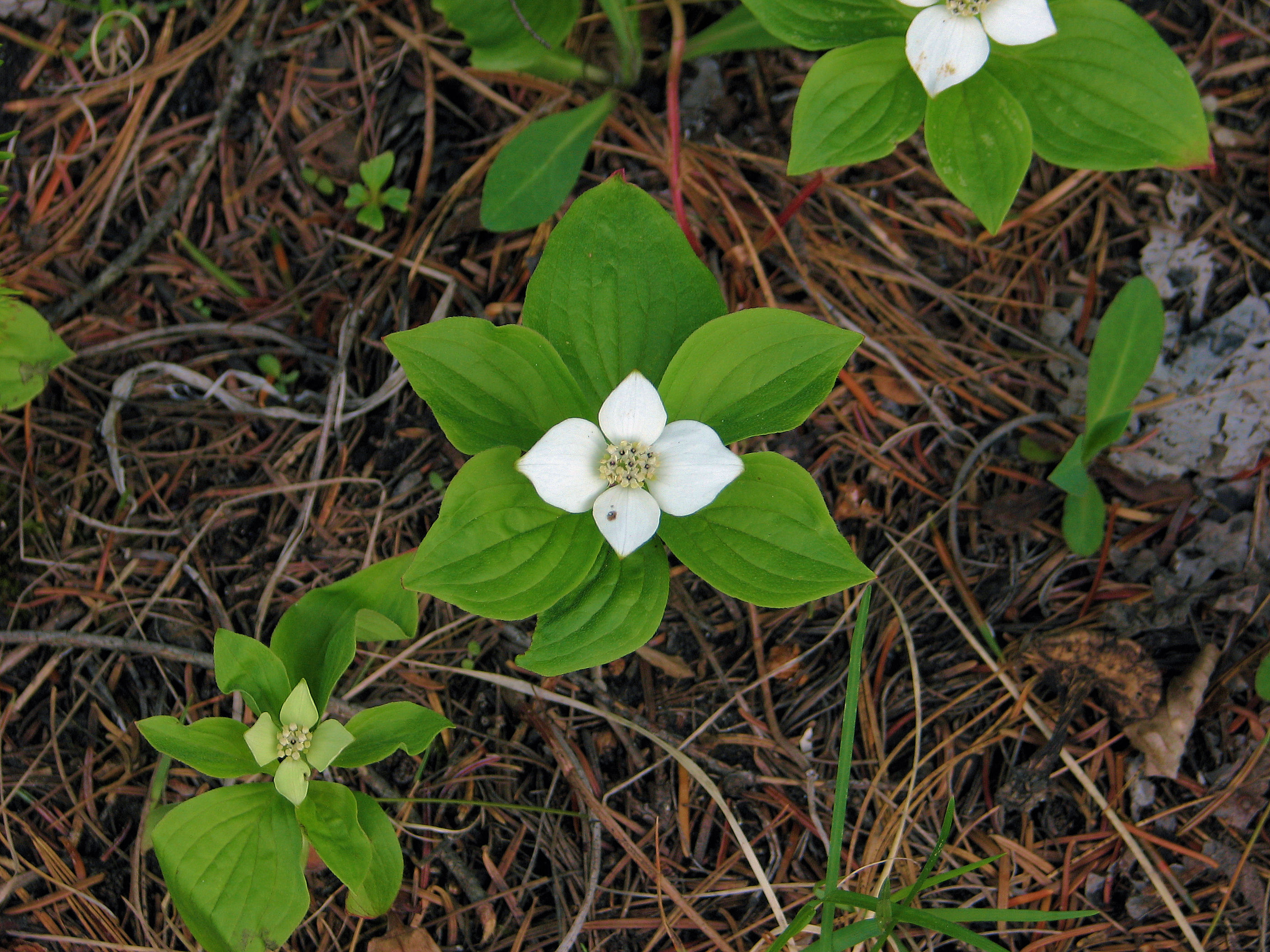
Flores maduras e inmaduras de Cornus canadensis, Bonnechere Provincial Park, Ontario.

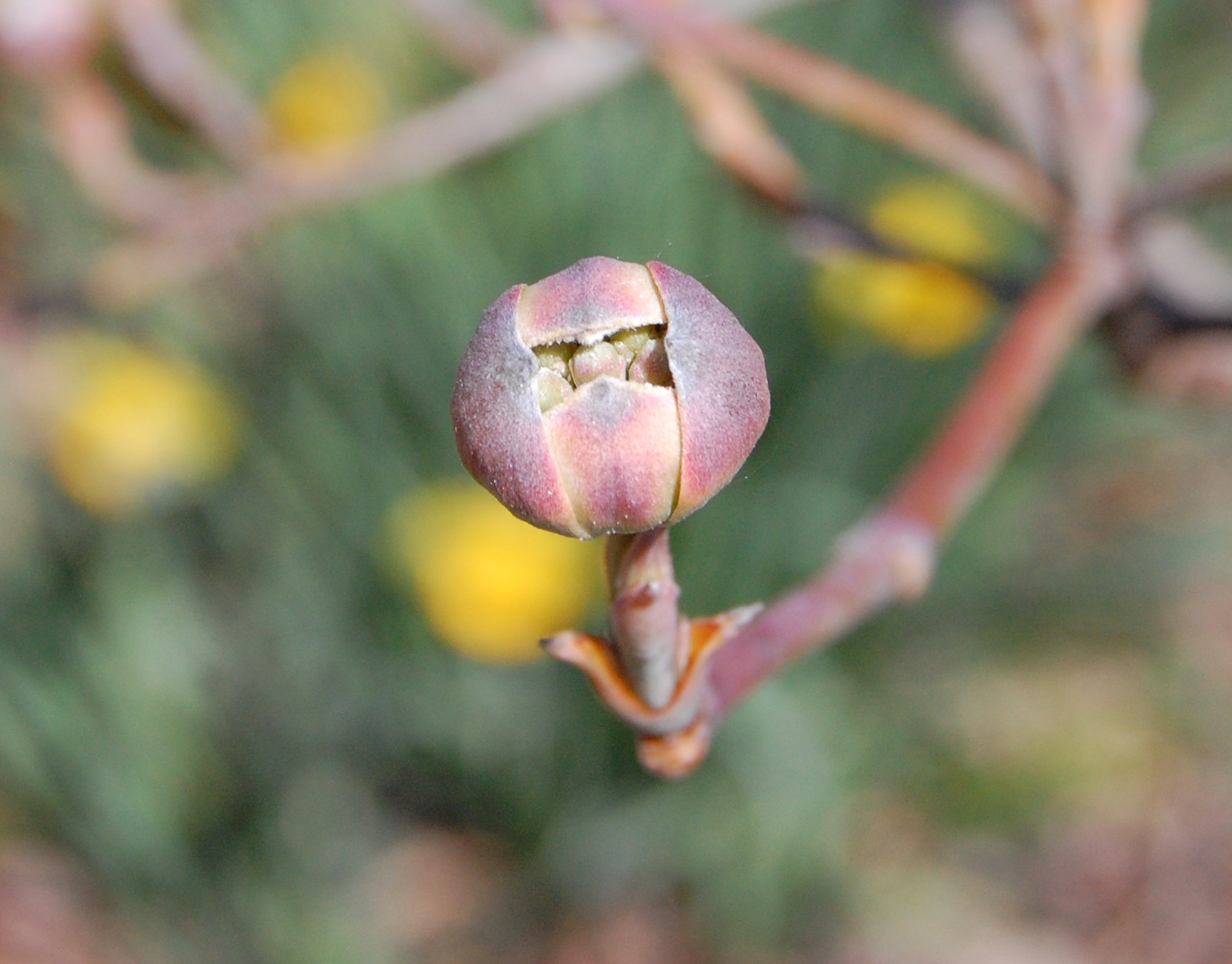
Brotes en primavera.

Los cornejos son arbustos de entre 3 y 4 metros de altura, con muchas ramas. La mayoría de las especies de cornejo tienen las hojas enfrentadas, pero en algunos son alternas. Tienen forma ovalada. Las flores tienen cuatro partes y son blancas en cima.
Los frutos de todas las especies de cornejo son drupas redondas carnosas con una o dos semillas, a menudo de vivos colores. Las drupas de las especies del subgénero Cornus son comestibles. Muchas carecen de mucho sabor. Cornus kousa y Cornus mas se venden comercialmente como frutales comestibles. Los frutos de Cornus kousa tienen un sabor dulce, como a pudin tropical, además de huesos duros.  Los frutos del Cornus mas son agrios y dulces cuando están completamente maduros. Se consumen en Europa del Este desde hace siglos, como alimento y como medicina contra gripes y resfriados. Tienen un alto contenido en vitamina C. En cambio, los frutos de las especies del subgénero Swida son ligeramente tóxicos para las personas, aunque los comen fácilmente los pájaros.
Muchas especies en el subgénero Swida son arbustos estoloniferos, creciendo a lo largo de los canales. Varios de estos se utilizan para naturalizar las plantaciones del paisaje, especialmente la especie con los vástagos amarillos rojos o brillantes. La mayoría de las especies en el subgénero Benthamidia son árboles pequeños usados como plantas ornamentales. Entre las especies con frutos comestibles, destacan el Cornus mas y el Cornus kousa.

## Usos
Los cornejos se plantan ampliamente en horticultura, y la densa madera de las especies de tallo más grande se valora para ciertos fines especializados. Con esta hermosa madera de grano fino se pueden fabricar tablas de cortar y torneados finos. Más de 32 variedades diferentes de aves de caza, incluida la codorniz, se alimentan de las semillas rojas.

### Horticultura
Varias especies de Cornus, en particular el cornus floral (Cornus florida), son omnipresentes en jardines y paisajismo estadounidenses; el horticultor Donald Wyman afirmó: «Hay un cornejo para casi todas las zonas de Estados Unidos, excepto las más cálidas y secas». Por el contrario, en el noroeste de Europa la falta de inviernos rigurosos y veranos calurosos hace que Cornus florida sea muy tímida en la floración.
Otras especies de Cornus son estolones que crecen de forma natural en hábitats húmedos y a lo largo de cursos de agua. Varias de ellas se utilizan a lo largo de las carreteras y en plantaciones paisajísticas naturalizadoras, especialmente aquellas especies con tallos de color rojo brillante o amarillo vivo, especialmente llamativos en invierno, como el Cornus stolonifera'.
Los siguientes cultivares, de origen mixto o incierto, han ganado el Award of Garden Merit de la Royal Horticultural Society (confirmado en 2017):
- 'Eddie's White Wonder'[7]
- 'Norman Hadden'[8]
- 'Ormonde'[9]
- "Porlock"[10]

### Frutos
La especie Cornus mas se cultiva comúnmente en el sureste de Europa por sus vistosas bayas comestibles, que tienen el color de la piedra preciosa cornalina.  Las bayas de cornalina tienen una semilla cada una y se utilizan en jarabes y conservas.

### Madera
Densa y de grano fino, la madera de cornejo tiene una densidad de 0,79 y es muy apreciada para fabricar lanzaderas de telar, mangos de herramientas, patines y otros artículos pequeños que requieren una madera muy dura y resistente. Aunque es dura para trabajar, algunos artesanos prefieren el cornejo para pequeños proyectos como bastones de paseo, fabricación de flechas, de dulcémeles de los Apalaches y taraceas finas. La madera de cornejo es un excelente sustituto de la madera de caqui en las cabezas de ciertos golf («maderas»). La madera de cornejo es rara en el sentido de que no está fácilmente disponible con ningún fabricante y debe ser cortada por la persona o personas que deseen utilizarla.
También se han fabricado ocasionalmente artículos más grandes de cornejo, como las prensas de vino o fruta de estilo cesta enroscable. Los primeros tipos de raquetas de tenis laminadas también fueron hechas de esta madera, cortada en tiras finas.
Las ramitas para limpiar los dientes de cornejo eran utilizadas por los pioneros estadounidenses para cepillarse los dientes. Pelaban la corteza, mordían la ramita y luego se frotaban los dientes.

### Medicina tradicional
La corteza de la especie Cornus es rica en taninos y se ha utilizado en medicina tradicional como sustituto de la quinina. Durante la guerra civil estadounidense, soldados confederados hacían un té con la corteza para tratar el dolor y las fiebres, y utilizaban hojas de cornejo en una cataplasma para cubrir heridas.
El cornejo japonés, C. officinalis, se utiliza en medicina tradicional china como shān zhū yú para varias dolencias menores.

## Costumbres relacionadas con el cornejo
En Occitania, la floración y fructificación del cornejo macho ( cornus mas ) constituían una especie de convenio colectivo. El período de floración indicaba el período a partir del cual los sirvientes de los agricultores ya no tenían que remendar, hilar o tejer después de la cena. Por el contrario, cuando los frutos maduran imponía esta obligación. En occitano, la prescripción se formulaba en estos términos: «Comma roja, veilla hoja. Quand la comma a florit la veillada a falit».